# پیتا (فیلم)
پیتا (انگلیسی: Pietà) فیلمی در ژانر درام و جنایی به کارگردانی کیم کی-دوک است که در سال ۲۰۱۲ منتشر شد.
این فیلم موفق شد جایزهٔ شیر طلایی جشنواره فیلم ونیز را از آنِ خود کند. این فیلم همچنین نماینده کره جنوبی در هشتاد و پنجمین دوره جوایز اسکار بود.

## تولید
به گفته کارگردان کیم کی دوک، پیش تولید این فیلم در ۱۰ روز بوده، در ۲۰ روز فیلمبرداری شده و در ۳۰ روز پس از تولید طول کشیده‌است. طبق گزارش هالیوود ریپورتر، بودجه این فیلم تنها ۱۳۰۰۰ دلار بوده‌است.

### نام فیلم
کیم کی دوک نام فیلم خود را از نام شاهکار مجسمه‌سازی میکل‌آنژ، پیه‌تا یا تندیس ترحم گرفته‌است. این اثر معروف نمایانگر بدن عیسی در دامان مادرش پس از مصلوب شدن می‌باشد.

## جوایز
| سال  | جشنواره                         | بخش                       | نامزدی      | نتیجه    | جایزه     |
| ---- | ------------------------------- | ------------------------- | ----------- | -------- | --------- |
| ۲۰۱۲ | جشنواره فیلم ونیز               | بهترین فیلم               | کیم کی دوک  | برنده    | شیر طلایی |
| ۲۰۱۲ | جایزه فیلم اژدهای آبی کره جنوبی | بهترین فیلم               | کیم کی دوک  | برنده    |           |
| ۲۰۱۲ | جایزه فیلم اژدهای آبی کره جنوبی | بهترین کارگردانی          | کیم کی دوک  | نامزدشده |           |
| ۲۰۱۲ | جایزه فیلم اژدهای آبی کره جنوبی | بهترین بازیگر زن          | جو مین-سو   | نامزدشده |           |
| ۲۰۱۲ | جایزه ناقوس بزرگ کره جنوبی      | بهترین فیلم               |             | نامزدشده |           |
| ۲۰۱۲ | جایزه ناقوس بزرگ کره جنوبی      | جایزه هیئت داوران         | کیم کی دوک  | برنده    |           |
| ۲۰۱۲ | جایزه ناقوس بزرگ کره جنوبی      | بهترین کارگردانی          | کیم کی دوک  | نامزدشده |           |
| ۲۰۱۲ | جایزه ناقوس بزرگ کره جنوبی      | بهترین بازیگر زن          | جو مین-سو   | برنده    |           |
| ۲۰۱۲ | جایزه ناقوس بزرگ کره جنوبی      | بهترین بازیگر نقش مکمل زن | یونجین کانگ | نامزدشده |           |
| ۲۰۱۲ | جایزه ناقوس بزرگ کره جنوبی      | بهترین بازیگر جدید زن     | یونجین کانگ | نامزدشده |           |
| ۲۰۱۲ | جایزه ناقوس بزرگ کره جنوبی      | بهترین بازیگر جدید مرد    | کی هونگ وو  | نامزدشده |           |